# Valiaanse Jaren
Valiaanse Jaren (Engels: Valian Years) is een begrip binnen de tijdrekening die J.R.R. Tolkien hanteert in de beschrijving van de fictieve wereld Midden-aarde.
De telling van tijd in Valiaanse Jaren begint met de komst van vijftien van de Ainur (geesten die door Eru Ilúvatar werden geschapen) op Arda. Deze vijftien worden de "Valar" genoemd. Deze jaartelling kan in principe tot het heden worden doorgevoerd. Vanaf de eerste zonsopkomst in het Valiaanse Jaar 5000 van de Eerste Era echter, worden de gebeurtenissen beschreven in reguliere "zonnejaren", te beginnen met het jaar 1 in de Jaren van de Zon.
De omrekening van Valiaanse Jaren in zonnejaren blijft in het werk van Tolkien onduidelijk. Omrekenfactoren verschillen van 9,58 tot wel 144 zonnejaren per Valiaans Jaar, wat een nauwkeurige omrekening van de duur van gebeurtenissen en het geven van een exacte datering vóór de eerste zonsopkomst erg lastig maakt.